# Antelope Acres
Antelope Acres es un área no incorporada ubicada en el condado de Los Ángeles en el estado estadounidense de California.

## Geografía
Antelope Acres se encuentra ubicada en las coordenadas 34°45′16″N 118°17′22″O / 34.75444, -118.28944.